# Mesitornis variegatus
Mesitornis variegatus là một loài chim trong họ Mesitornithidae.